# Bộ An ninh Quốc gia (Trung Quốc)
Bộ An ninh Quốc gia Nước Cộng hòa nhân dân Trung Hoa (chữ Hán: 中华人民共和国国家安全部, Trung Hoa Nhân dân Cộng hòa quốc Quốc gia An toàn Bộ), còn được gọi tắt là Bộ Quốc An, là một bộ trong Chính phủ Cộng hòa Nhân dân Trung Hoa, phụ trách của an ninh quốc gia, hoạt động tình báo và bảo vệ chế độ chính trị. Trụ sở chính của Bộ đóng ở Bắc Kinh.

## Cơ cấu tổ chức
Gồm một Bộ trưởng, Thứ trưởng. Một phát ngôn viên. 

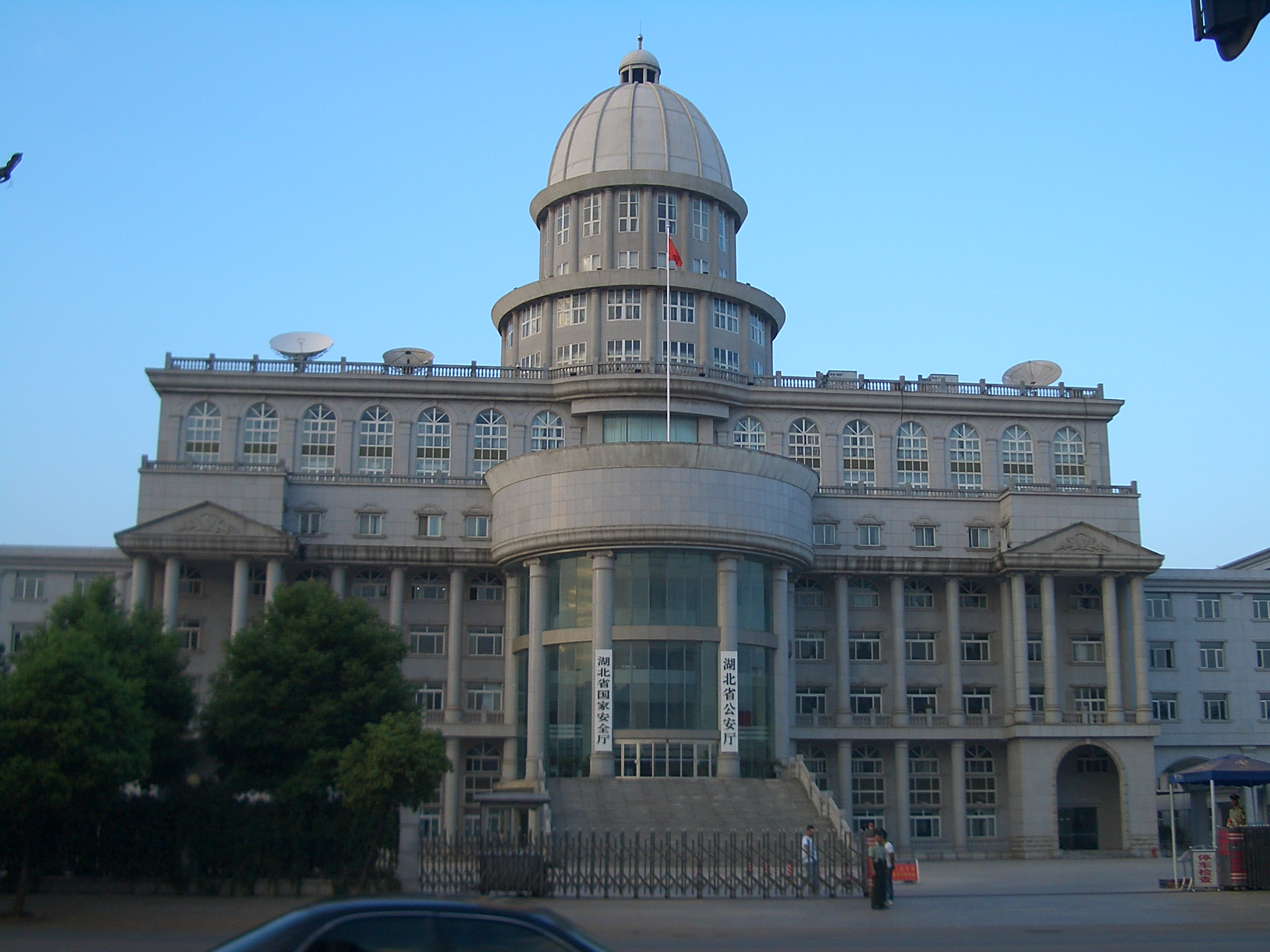
Trụ sở văn phòng an ninh và văn phòng công an Vũ Hán tỉnh Hồ Bắc

Bộ An ninh Quốc gia được chia thành một số cục, ban:
- Cục I đảm bảo thông tin liên lạc mã hóa và quản lý các vấn đề liên quan.
- Cục II (Cục tình báo) chịu trách nhiệm thu thập tình báo chiến lược quốc tế.
- Cục III (Cơ quan tình báo chính trị và kinh tế) thu thập tình báo khoa học và công nghệ thu thập thông tin tình báo kinh tế.
- Cục IV (Đài Loan, Hồng Kông và Ma Cao) tình báo khu vực Đài Loan, Hồng Kông và Ma Cao.
- Cục V (Phân tích tình báo) phân tích tình báo, các thông tin liên lạc, thu thập thông tin tình báo.
- Cục VI (văn phòng hướng dẫn hoạt động) chịu trách nhiệm quản lý điều phối các văn phòng ở cấp tỉnh hoặc cấp nhở hơn.
- Cục VII (Cơ quan phản gián) chịu trách nhiệm thu thập tình báo chống gián điệp.
- Cục VII (Cơ quan chống phần mềm gián điệp trinh sát) phụ trách gián điệp nước ngoài, giám sát, phát hiện…
- Cục IX (tình báo trinh sát bảo vệ nội bộ) gồm các đơn vị nước ngoài chống gián điệp, theo dõi hoạt động của các tổ chức phản động và các tổ chức nước ngoài.
- Cục X (Văn phòng trinh sát bảo vệ các tổ chức bên ngoài) chịu trách nhiệm an toàn cho các tổ chức nước ngoài và sinh viên theo dõi cuộc điều tra bên ngoài các hoạt động của Tổ chức phản động.
- Cục 11 (Cơ quan tình báo trung ương) thu thập dữ liệu tình báo và quản lý chúng.
- Cục 12 (Cục điều tra) phụ trách các cuộc thăm dò và khảo sát xã hội nói chung.
- Cục 13 (Cục Công nghệ) chịu trách nhiệm giám sát công nghệ, khoa học và quản lý thiết bị công nghệ.
- Cục 14 (NRO) chịu trách nhiệm kiểm tra mail và do thám viễn thông.
- Cục 15 (Phân tích tình báo) phụ trách phân tích tình báo toàn diện.
- Cục 16 (Cơ quan tình báo hình ảnh) do thám trinh sát hình ảnh của quốc gia trong tình báo chính trị, kinh tế và quân sự, bao gồm cả tình báo vệ tinh.
- Cục 17 (tình báo các công ty, doanh nghiệp) chịu trách nhiệm tình báo các doanh nghiệp.
- Cục chống khủng bố, chịu trách nhiệm các hoạt động chống khủng bố.

## Các tổ chức trực thuộc
- Tổng cục điều phối.
- Văn phòng Nội vụ lập pháp. (nghiên cứu các vấn đề pháp lý có liên quan).
- Bộ phận Chính trị.
- Trung tâm truyền hình:
- Các bộ phận phụ trách nhân sự.
- Ủy ban Kiểm tra Kỷ luật.
- Các trại tạm giam nhà tù sử dụng để giam giữ những kẻ tình nghi.
- Cơ quan Đảng.
- Phòng pháp luật chung.
- Ban giáo dục và đào tạo, phụ trách đào tạo cán bộ.
- Văn phòng Giám sát Kiểm toán.
- Cơ quan tài chính, chịu trách nhiệm kinh phí.
- Văn phòng: Quản trị Quản lý hậu cần.
- Văn phòng Quản lý Xiyuan.
- Văn phòng Cựu chiến binh: có trách nhiệm để xử lý và giám sát của cán bộ đã nghỉ hưu.

## Doanh nghiệp trực thuộc
- Khách sạn Yên Sơn Bắc Kinh
- Tập đoàn Viễn Đông
- Tổng công ty Xuất nhập khẩu Chấn Hoa Trung Quốc
- Công ty TNHH Thương mại Hâm Đạt Phúc Châu
- Công ty kinh tế quốc tế và hợp tác kỹ thuật Hạ Môn Trung Quốc
- Công ty Thương mại Tây Song Bản Nạp
- Công ty kinh doanh khoáng sản Tài nguyên Hồng Kông
- Tổng công ty Xuất nhập khẩu Tân Quang
- Công ty Thiên Long
- Công ty đầu tư Phú Duy
- Tổng công ty Thương mại Liên bang

## Trường Học viện trực thuộc
- Học viện Quan hệ quốc tế Bắc Kinh
- Học viện Xã hội Tô Châu Giang Nam

## Tổ chức nghiên cứu trực thuộc
- Viện nghiên cứu Quan hệ Quốc tế đương đại Trung Quốc
- Sở nghiên cứu Vấn đề quốc tế Thượng Hải

## Các tổ chức trực thuộc khác
- Bệnh viện Bộ Quốc An
- Viện Lưu trữ

## Các đơn vị chưa biết
Các đơn vị sau đây thiếu thông tin đầy đủ, chỉ biết tên.
- Sở nghiên cứu 841
- Sở 3
- Trung tâm chỉ huy truyền thông
- Học viện Hành chính
- Trung tâm dịch vụ
- Phòng nhân sự
- Trường Cảnh sát vũ trang Chiết Giang II
- Cơ quan 386

## Danh sách Bộ trưởng
| STT | Tên            | Bắt đầu nhiệm kỳ  | Kết thúc nhiệm kỳ |
| --- | -------------- | ----------------- | ----------------- |
| 1   | Lăng Vân       | Tháng 7 năm 1983  | Tháng 9 năm 1985  |
| 2   | Giả Xuân Vượng | Thánh 9 năm 1985  | Tháng 3 năm 1998  |
| 3   | Hứa Vĩnh Dược  | Tháng 3 năm 1998  | Tháng 8 năm 2007  |
| 4   | Cảnh Huệ Xương | Tháng 8 năm 2007  | Tháng 11 năm 2016 |
| 5   | Trần Văn Thanh | Tháng 11 năm 2016 | Đương nhiệm       |